# Andrea Zemanová
Andrea Zemanová (Vrchlabí, 17 gennaio 1993) è un'ex sciatrice alpina ed ex sciatrice freestyle ceca.

## Biografia
La Zemanová iniziò la carriera nello sci alpino: attiva in gare FIS dal novembre del 2008, esordì in Coppa Europa il 20 dicembre dello stesso anno ad Altenmarkt-Zauchensee in discesa libera (40ª), in Coppa del Mondo il 28 dicembre 2010 a Semmering in slalom gigante, senza completare la prova, e ai Campionati mondiali a Garmisch-Partenkirchen 2011, sua unica presenza iridata nello sci alpino, dove si classificò 32ª nel supergigante. Il 12 marzo 2011 disputò la sua seconda e ultima gara in Coppa del Mondo, lo slalom speciale di Špindlerův Mlýn, che non portò a termine.
Dalla stagione 2012-2013 si dedicò principalmente al freestyle, specialità ski cross, anche se continuò saltuariamente a prendere parte a gare minori di sci alpino fino al marzo del 2016. Esordì nella Coppa del Mondo di freestyle il 7 dicembre 2013 a Nakiska (20ª) e ai XXII Giochi olimpici invernali di Soči 2014, sua unica presenza olimpica, si classificò al 21º posto. L'anno dopo partecipò ai suoi unici Campionati mondiali di freestyle nella rassegna iridata di Kreischberg, dove si piazzò 14ª, e conquistò il suo unico podio in Coppa del Mondo, il 15 febbraio a Åre (2ª). Si ritirò al termine della stagione 2016-2017 e la sua ultima gara fu la prova di ski cross di Coppa del Mondo disputata a Blue Mountain il 5 marzo, non completata dalla Zemanová.

## Palmarès

### Sci alpino

#### South American Cup
- Miglior piazzamento in classifica generale: 31ª nel 2014
- 1 podio:
  - 1 terzo posto

#### Campionati cechi
- 6 medaglie:
  - 2 ori (supergigante nel 2009; supergigante nel 2011)
  - 3 argenti (slalom gigante nel 2009; supercombinata nel 2011; slalom gigante nel 2012)
  - 1 bronzo (slalom gigante nel 2015)

### Freestyle

#### Coppa del Mondo
- Miglior piazzamento in classifica generale: 41ª nel 2015
- Miglior piazzamento nella classifica di ski cross: 11ª nel 2015
- 1 podio:
  - 1 secondo posto

#### Coppa Europa
- Miglior piazzamento in classifica generale: 46ª nel 2016